# Кирнички (печера)
Кирнички — печера, що знаходиться в селі Городку Заліщицької громади Чортківського району Тернопільської области.
Розташована в 700-800 м на північний схід від села (урочище Кирнички). Належить до Нижньосеретської карстової ділянки.

## Топоніміка
У спелеологічних кадастрах названа, як печера Буденна. На жаль ця назва не вдала, тому що географічні об'єкти (які не фігурують в місцевій мікротопоніміці), слід називати від топонімів місцевості, на яких вони розміщені або із прив'язкою до географічних, природних та історичних особливостей, на яких вони знаходяться чи пов'язані із ними.

## Опис
Закладена в товщі піщаних вапняків, які залягають вглиб масиву понад 10 м. ЇЇ перекриваючі породи мають ґрунтове перекриття, а підстеляючі — девонські пісковики.
Печера горизонтальна, двоповерхова, за генезисом ерозійна, корозійна та гравітаційна. Вона розташована між скелями, які відкололися та сповзли на декілька метрів вздовж яру. Материнська скеля утворює до 4 м вглиб грот-навіс шириною 30 м та висотою 5 м.
Має два яруси: на першому розміщений Прохід Осовського на другому Прохід Добрянського. Із тріщин з-під навісу витікають три джерела. Одне з них — водоспад, який витікає із нависаючої скелі з висоти 1,5 м. Відкладами (наповнювачами) порожнини є глини та уламки вапняку.

## Історія
Перше дослідження печери проведене в 1890 р. польським археологом та геологом Готфридом Осовським.
Відомий галицький краєзнавець Богдан Януш та історик Александер Чоловський відносили урочище до середньовічних культових місць, які в хронологічних межах датуються XVII ст.
У 1966 році членами тернопільського обласного спелеоклубу «Поділля» під керівництвом В. Апостолюка здійснений спелеологічний опис та картографування печери. Повторне картографування і опис печери зробив у 2005 році Петро Площанський — а нові доповнення до плану, здійснені Володимиром Добрянським та Петром Площанським у 2015 році.
У 1990 році археологічно-спелеологічне обстеження урочища та печери проведене Володимиром Добрянським. Ним було виявлено старожитності трипільської культури доби енеоліту, ранньозалізного та римського часу. Із сторони лівого схилу яру, на другому ярусі виявлено новий прохід. Біля проходу знаходиться масивний валун, який відколовся від суцільної породи. В його західному куті помічено викуту людську личину, біля якої в 2006 році досліджені лапідарні написи кириличного письма та знаки. Кілька погано збережених знаків, які можуть відноситися до тюркських чи германських рун або сарматських тамг, досліджено ліворуч водоспаду у 2011 році. Також встановлюємо факт, про ймовірність функціонування тут язичницького святилища — пізніше, християнського скиту.
У 1994 році в складі екологічної експедиції «Дністер» організації «Товариство Лева», спільно із Прикарпатською експедицією НАН України та Львівським національним університетом ім. І. Франка пам'ятку природи досліджував  В. Артюх, який заклав у печері (там, де знаходиться Прохід Осовського) невеликий шурф, в якому було знайдене вістря стріли до лука та фрагменти кераміки XIV ст..
Печера використовувалася як в культових цілях, так мала й оборонно-фортифікаційне призначення — вона була надійним притулком місцевих жителів, під час воєнної небезпеки. Зокрема, у роки Другої світової війни тут знаходилася база УПА.